# Marina Andriejewa
Marina Andriejewa, z domu Storożenko (ur. 6 czerwca 1985) – kazachska siatkarka, grająca jako libero. Obecnie występuje w drużynie Ałmaty.

## Sukcesy klubowe
Klubowe mistrzostwa Azji:
- 2009/10, 2012/13
- 2010/11, 2013/14

Puchar Kazachstanu:
- 2008/09, 2009/10, 2010/11, 2011/12, 2012/13, 2013/14, 2014/15
- 2015/16, 2018/19, 2023/24

Superpuchar Kazachstanu:
- 2015/16, 2018/19, 2023/24

## Sukcesy reprezentacyjne
Igrzyska Azjatyckie:
- 2010